# Museo del pane
Il museo del pane è un museo della città di Altamura. Sorge in quella che era la sede di un antico forno medievale risalente al 1300 e ospita antichi strumenti per la produzione del pane.